# ريجنالد بيدفورد هاموند
ريجنالد بيدفورد هاموند (بالإنجليزية: Reginald Bedford Hammond)‏ هو مهندس معماري نيوزيلندي، ولد في 10 سبتمبر 1894 في Te Kōpuru ‏ في نيوزيلندا، وتوفي في 1 أكتوبر 1970.